# Heinz Weixelbraun
Heinz Weixelbraun (Spittal an der Drau, 1963. május 19. –) osztrák színész.  
A közönség leginkább a Rex felügyelő című osztrák tévéfilmsorozat Christian Böck-jeként ismeri.

## Életpályája
1983-ban elhagyta szülővárosát és Bécsbe költözött. Nehezen tudott beilleszkedni, mivel senkit sem ismert a fővárosban. Azonban annyira tehetséges volt, hogy Fritz Muliar – akivel később együtt dolgozott többek között a Rex felügyelő című sorozatban – felkarolta őt. 1984-ben játszott először színházban, és ekkor kezdett el igazán felfelé ívelni a karrierje. Az először Walter Pfaff Jakob von Gunten című darabjában szerepelt, amit a Die Reisen vom Berge követett.
1987-ben a Tatort: Wunschlos tot című filmben játszott, ami rendkívül népszerű színésszé tette, ráadásul a kritikusok is elismerték tehetségét. 1990-ben a Németországban forgatott Erwin és Julia című filmben szerepelt, amiért megkapta a „Legjobb Európai színész”-díjat. Ennek ellenére elhatározta, hogy továbbra is színházban fog játszani. 1991-től a Volksbuhne színházban dolgozott Berlinben.

## Rex felügyelő
1996-ban megkapta Christian Böck szerepét a Rex felügyelő című népszerű tévésorozatban. Ebben együtt dolgozott egykori tanárával, Fritz Muliarral, valamint Wolf Bachofnerrel, akivel az Erwin és Julia című filmben is játszott már. A rajongók leginkább ebből a sorozatból ismerik. Öt éven keresztül alakította Böck szerepét, 2001-ben viszont úgy döntött, hogy visszatér a színházhoz, ami a sorozatból való kivonulását jelentette. A Tobias Morettit felváltó Gedeon Burkhard is éppen ekkor döntötte el, hogy távozik a népszerű sorozatól. A forgatókönyvírók azonban nem írták bele a történetbe, hogy a két karakter miként lép ki, így a rajongók számára ma is talány, hogy mi lett Böckkel.

## Családja
Nős, két gyermeke van. 